# バッサーノ・イン・テヴェリーナ
バッサーノ・イン・テヴェリーナ（伊: Bassano in Teverina）は、イタリア共和国ラツィオ州ヴィテルボ県にある、人口約1,300人の基礎自治体（コムーネ）。

## 地理

### 位置・広がり
ヴィテルボ県のコムーネ。県都ヴィテルボから東北東へ17kmの距離にある。

#### 隣接コムーネ
隣接するコムーネは以下の通り。括弧内のTRはテルニ県所属を示す。
- アッティリアーノ (TR)
- ボマルツォ
- ジョーヴェ (TR)
- オルテ
- ソリアーノ・ネル・チミーノ
- ヴァザネッロ

### 気候分類・地震分類
バッサーノ・イン・テヴェリーナにおけるイタリアの気候分類 (it) および度日は、zona D, 2040 GGである。
また、イタリアの地震リスク階級 (it) では、zona 2B (sismicità media) に分類される。

## 姉妹都市
- Lagardelle-sur-Lèze、フランス